# Lê Thuần Tông
 (octobre 2018).
Si vous disposez d'ouvrages ou d'articles de référence ou si vous connaissez des sites web de qualité traitant du thème abordé ici, merci de compléter l'article en donnant les références utiles à sa vérifiabilité et en les liant à la section « Notes et références ».
Lê Thuần Tông (1699 - 1735), né sous le nom Lê Duy Tường, est l'empereur du Đại Việt (ancêtre du Viêt Nam) de la dynastie Lê. Il règne de 1732 à 1735.

## Maire du palais
- Trịnh Giang